# Championnats du monde d'Ironman 70.3 2013
Navigation
Édition précédente Édition suivante
Les championnats du monde d'Ironman 70.3 2013 se déroule le 8 septembre 2013 à Henderson dans le Nevada. Ils sont organisés par la World Triathlon Corporation.

## Résultats du championnat du monde

### Hommes
| Pos.    | Temps           | Nom               | Pays             | Détail temps | Détail temps | Détail temps    | Détail temps | Détail temps    |
| Pos.    | Temps           | Nom               | Pays             | Natation     | T1           | Cyclisme        | T2           | Course à pied   |
| ------- | --------------- | ----------------- | ---------------- | ------------ | ------------ | --------------- | ------------ | --------------- |
|         | 3 h 54 min 02 s | Sebastian Kienle  | Allemagne        | 25 min 38 s  | 2 min 27 s   | 2 h 10 min 10 s | 57 s         | 1 h 14 min 50 s |
|         | 3 h 56 min 06 s | Terenzo Bozzone   | Nouvelle-Zélande | 24 min 36 s  | 2 min 20 s   | 2 h 14 min 31 s | 1 min 01 s   | 1 h 13 min 38 s |
|         | 3 h 56 min 55 s | Joseph Gambles    | États-Unis       | 24 min 48 s  | 2 min 29 s   | 2 h 14 min 06 s | 1 min 03 s   | 1 h 14 min 29 s |
| 4       | 3 h 57 min 36 s | Andy Potts        | États-Unis       | 23 min 25 s  | 2 min 26 s   | 2 h 15 min 11 s | 1 min 08 s   | 1 h 15 min 26 s |
| 5       | 3 h 57 min 42 s | Timothy Reed      | Australie        | 24 min 47 s  | 2 min 25 s   | 2 h 14 min 15 s | 1 min 08 s   | 1 h 15 min 07 s |
| 6       | 3 h 57 min 48 s | Kevin Collington  | États-Unis       | 23 min 50 s  | 2 min 30 s   | 2 h 15 min 27 s | 1 min 03 s   | 1 h 14 min 58 s |
| 7       | 3 h 58 min 17 s | Leon Griffin      | Australie        | 24 min 58 s  | 2 min 25 s   | 2 h 14 min 12 s | 1 min 05 s   | 1 h 15 min 35 s |
| 8       | 3 h 59 min 36 s | Timothy O'Donnell | États-Unis       | 23 min 33 s  | 2 min 22 s   | 2 h 16 min 11 s | 57 s         | 1 h 16 min 32 s |
| 9       | 3 h 59 min 42 s | Tyler Butterfield | Bermudes         | 24 min 43 s  | 2 min 23 s   | 2 h 14 min 19 s | 1 min 18 s   | 1 h 16 min 59 s |
| 10      | 3 h 59 min 56 s | William Clarke    | Grande-Bretagne  | 24 min 38 s  | 2 min 24 s   | 2 h 14 min 35 s | 1 min 20 s   | 1 h 16 min 59 s |
| Source: |                 |                   |                  |              |              |                 |              |                 |

### Femmes
| Pos.    | Temps           | Nom                | Pays            | Détail temps | Détail temps | Détail temps    | Détail temps | Détail temps    |
| Pos.    | Temps           | Nom                | Pays            | Natation     | T1           | Cyclisme        | T2           | Course à pied   |
| ------- | --------------- | ------------------ | --------------- | ------------ | ------------ | --------------- | ------------ | --------------- |
|         | 4 h 20 min 07 s | Melissa Hauschildt | Australie       | 29 min 19 s  | 2 min 49 s   | 2 h 25 min 08 s | 1 min 14 s   | 1 h 21 min 37 s |
|         | 4 h 25 min 19 s | Heather Jackson    | États-Unis      | 30 min 08 s  | 2 min 32 s   | 2 h 28 min 48 s | 56 s         | 1 h 22 min 55 s |
|         | 4 h 25 min 59 s | Annabel Luxford    | Australie       | 25 min 59 s  | 2 min 52 s   | 2 h 28 min 38 s | 1 min 06 s   | 1 h 27 min 24 s |
| 4       | 4 h 27 min 50 s | Catriona Morrison  | Grande-Bretagne | 30 min 07 s  | 3 min 06 s   | 2 h 31 min 32 s | 1 min 16 s   | 1 h 21 min 49 s |
| 5       | 4 h 27 min 52 s | Svenja Bazlen      | Allemagne       | 27 min 16 s  | 2 min 42 s   | 2 h 28 min 32 s | 1 min 15 s   | 1 h 28 min 07 s |
| 6       | 4 h 28 min 46 s | Daniela Ryf        | Suisse          | 28 min 31 s  | 2 min 49 s   | 2 h 28 min 48 s | 1 min 08 s   | 1 h 27 min 30 s |
| 7       | 4 h 29 min 58 s | Lisa Hütthaler     | Autriche        | 28 min 30 s  | 2 min 56 s   | 2 h 30 min 51 s | 1 min 08 s   | 1 h 26 min 33 s |
| 8       | 4 h 31 min 44 s | Lisa Nordén        | Suède           | 27 min 15 s  | 3 min 01 s   | 2 h 31 min 10 s | 1 min 12 s   | 1 h 29 min 06 s |
| 9       | 4 h 32 min 30 s | Kelly Williamson   | États-Unis      | 26 min 14 s  | 2 min 35 s   | 2 h 40 min 16 s | 1 min 12 s   | 1 h 22 min 13 s |
| 10      | 4 h 33 min 11 s | Heather Wurtele    | Canada          | 28 min 36 s  | 2 min 57 s   | 2 h 34 min 51 s | 1 min 14 s   | 1 h 25 min 33 s |
| Source: |                 |                    |                 |              |              |                 |              |                 |